# Puelches
Puelches är en kommunhuvudort i Argentina.   Den ligger i provinsen La Pampa, i den centrala delen av landet, 800 km sydväst om huvudstaden Buenos Aires. Puelches ligger 235 meter över havet och antalet invånare är 420.
Terrängen runt Puelches är platt. Trakten runt Puelches är nära nog obefolkad, med mindre än två invånare per kvadratkilometer..
Omgivningarna runt Puelches är i huvudsak ett öppet busklandskap.